# Zahra Shojaei
Zahra Shojaei est une femme politique iranienne née en 1956 à Téhéran et morte le 26 mars 2024. 
Elle est présidente du Centre pour la participation des femmes entre 1997 et 2005, et à ce titre membre du cabinet du président Mohammad Khatami.

## Biographie

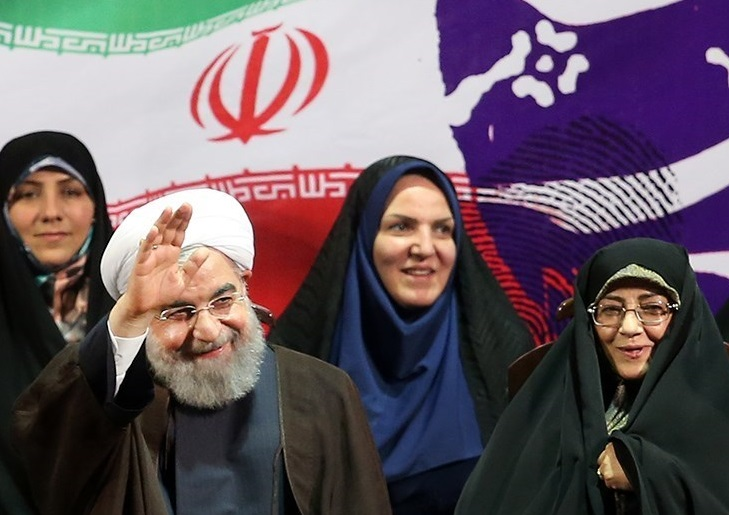
Zahra Shojaei (à droite) et Hassan Rouhani en 2017.

### Mort
Zahra Shojaei meurt le 26 mars 2024 à l'âge de 67 ans.